# Embrace (groupe britannique)
Pour les articles homonymes, voir Embrace.
Embrace est un groupe de pop/rock britannique, originaire de Leeds et Calderdale. Embrace compte un total de six albums studio, ainsi qu'une compilation de faces B, et un album de singles. Leur dernier album studio en date, intitulé Embrace, est publié en 2014.

## Biographie

### Débuts (1990–2000)
Les origines du groupe sont retracées à Bailiff Bridge en 1990. Un bassiste se joindra aux frères McNamara, Richard jouera de la guitare, et Danny chantera. Les trois compères commencent de nouvelles chansons à l'aide d'un enregistreur cassette, puis avec une boîte à rythmes. Puis plus tard vient s'ajouter le batteur Mike Heato. Le groupe commence à jouer sous plusieurs noms en 1992 ; Curious Orange, Christianne F, Shimmer et Mesmerise. Ils finissent par choisir Embrace. Richard admirait le groupe américain du même nom, et pensait que c'était le bon nom. Un single, All You Good Good People, est publié en février 1997 au label Fierce Panda Records. 
Le 27 mars 2000, le groupe publie l'album Drawn from Memory, qui atteint la sixième place des classements britanniques.  Ils publient leur troisième album, If You've Never Been, le 3 septembre 2001. L'album atteint la neuvième place des classements britanniques, et jouent en Europe, aux États-Unis, et en Australie.
Embrace connait le succès dès la sortie de son premier album The Good Will Out, qui occupe la première place des ventes au Royaume-Uni, et dont est extrait le single Come Back to What You Know. Les succès des albums Drawn from Memory (2000) et If You've Never Been (2001) sont bien plus mitigés en comparaison de leur premier opus. Ce revers devait signer la fin du groupe, qui quitte alors sa maison de disques et mis en vente une compilation de ses meilleurs titres.

### Retour (2003–2006)
En 2004, Embrace fait son retour musical avec l'album Out of Nothing, notamment grâce à l'aide du single Gravity, écrit et donné au groupe par Chris Martin (Coldplay), grand ami du chanteur Danny McNamara. À noter que Chris Martin a lui-même enregistré sa propre version de Gravity, disponible en B-side du single Talk extrait de l'album X&Y (2005). 
Fort de son retour fracassant ; Embrace annonce, en février 2006, la sortie de leur cinquième album studio This New Day le 27 mars 2006, précédé de la sortie du single Nature's Law, actuellement leur single le plus vendu.
Le succès est au rendez-vous, l'album ayant occupé la première place des ventes à sa sortie. Embrace est choisi pour enregistrer l'hymne de l'équipe d'Angleterre pour la Coupe du monde de football de 2006. Le single, intitulé World at Your Feet, est publié le 5 juin 2006, et atteint la troisième place des classements britanniques Cette même année, le groupe se sépare.

### Retour (depuis 2011)
Le groupe commence à travailler sur son ixième album studio en 2011. Ils signent au label Cooking Vinyl en 2013, et annoncent deux nouvelles chansons à deux futurs concerts en novembre et décembre. Refugees, le premier single de l'album, est publié en 2014.
Après huit ans d'absence, Embrace publie son nouvel album éponyme, Embrace, le 28 avril 2014. Cet album et ses sonorités différentes, alliant électro et pop-rock marquent une rupture et un renouveau dans leur carrière.

## Discographie

### Albums studio
- 1998 : The Good Will Out
- 2000 : Drawn from Memory
- 2001 : If You've Never Been
- 2004 : Out of Nothing
- 2006 : This New Day
- 2014 : Embrace
- 2018 : Love is a Basic Need
- 2022 : How to Be a Person Like Other People

### Compilations & Live
- 2002 : Fireworks (Singles 1997-2002)
- 2005 : Dry Kids (B-sides 1997-2005)
- 2019 : The Good Will Out (Concert enregistré le 15/03/2019 au Roundhouse de Londres)
- 2021 : Best of Live From the Cellar of Dreams (Concert enregistré le 27/02/2021)

### Singles
- 1997 : All You Good Good People 7"
- 1997 : One Big Family EP
- 1997 : All You Good Good People
- 1998 : Come Back to What You Know
- 1998 : My Weakness is None of Your Business
- 1999 : You're Not Alone
- 2000 : Save Me
- 2000 : I Wouldn't Wanna Happen to You
- 2001 : Wonder
- 2001 : Make It Last
- 2004 : Gravity
- 2004 : Ashes
- 2005 : Looking as You Are
- 2005 : A Glorious Day
- 2006 : Nature's Law
- 2006 : World at You Feet
- 2006 : Target
- 2006 : I Can't Come Down
- 2014 : I Run
- 2014 : Follow You Home
- 2014 : Refugees
- 2014 : In the End
- 2016 : Love is a Basic Need
- 2017 : Wake Up Call
- 2022 : The Terms of My Surrender